# 팔라모스

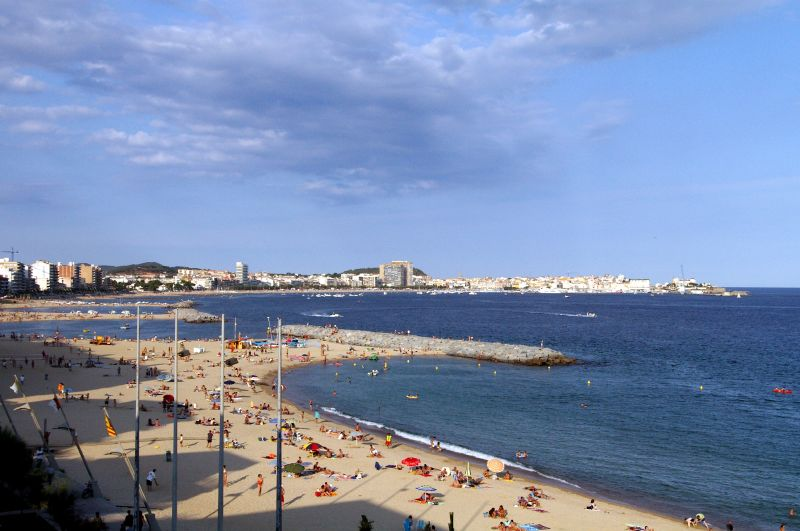
팔라모스의 해변

팔라모스(카탈루냐어: Palamós)는 스페인 카탈루냐 지방 지로나주의 도시로 면적은 14.0km2, 높이는 30m, 인구는 17,805명(2014년 기준), 인구 밀도는 1,300명/km2이다. 지중해 연안의 브라바 해안과 접한 휴양 도시로서 수영, 세일링, 윈드서핑을 즐기는 관광객이 많은 편이다.

시 문장